# Federação Sergipana de Futebol
A Federação Sergipana de Futebol é a entidade que controla o esporte no Estado de Sergipe e representa os clubes sergipanos na CBF. É presidida por Milton Dantas.

## História
A Federação Sergipana de Futebol, fundada em 10 de novembro de 1926, com a denominação de Liga Sergipana de Esportes Atléticos. A partir de 10 de novembro de 1941 denominada Federação Sergipana de Desportos, e por decisão da Assembleia Geral Extraordinária realizada em 20 de janeiro de 1976 transformada em entidade especializada, e que nos termos do inciso I do Artigo 217, da Constituição Federal, sociedade civil de direito privado, de caráter desportivo, com personalidade jurídica e patrimônios próprios com Sede e Foro na Cidade de Aracaju, Capital do Estado de Sergipe, e reger-se-á com base no que dispõem os Artigos de 20 a 23 do Código Civil Brasileiro e nas disposições contidas no presente Estatuto e nas disposições legais emanadas da Confederação Brasileira de Futebol – CBF – e da Federation International de Football Association – FIFA.
Fim da era Carivaldo
A eleição de Milton Dantas coloca um ponto final em uma jornada que completará 26 anos. Desde 1990 Carivaldo de Souza preside a entidade. No pleito anterior, ele havia prometido que seria o último mandato, mas na reta final Carivaldo chegou a cogitar a possibilidade de uma reeleição, porém, sem apoio e bastante pressionado, resolveu abrir mão da disputa e endossar a candidatura de seu atual vice. O mandato de Miltinho, como também é conhecido, vai até o dia 12 de janeiro de 2024.

### Membros Fundadores
Membros Fundadores da Federação Sergipana de Futebol listados por ordem de fundação:
 Cotinguiba Esporte Clube (1909)
 Club Sportivo Sergipe (1909)
 Esporte Clube Propriá (Como Sergipe FBC) (1913)
 Centro Sportivo Maruinense (Como CS Socialista) (1917)
 Industrial Futebol Clube (1917)

## Organização
A diretoria atual foi empossada em Abril de 2015.
- Presidente: Milton Dantas de Farias Junior
- Vice-presidente:
- Diretora financeira:
- Assessora de Comunicação:
- Secretário-Geral:

### Entidades antecessoras
| Período      | Estado de Sergipe                                                     |
| ------------ | --------------------------------------------------------------------- |
| 1918-1926    | Liga Desportiva Sergipana                                             |
| 1926-1941    | Federação Sergipana de Desportos Liga Sergipana de Esportes Atléticos |
| 1941-1975    | Federação Sergipana de Desportos                                      |
| 1976 - Atual | Federação Sergipana de Futebol                                        |

### Presidentes
| Nome                             | Período    |
| -------------------------------- | ---------- |
| Almirante Amynthas Jorge         | 1920       |
| Edson de Oliveira Ribeiro        | 1926-1928  |
| Francisco Gumercindo Bessa       | 1929       |
| Edgar Menezes                    | 1929       |
| Edson de Oliveira Ribeiro        | 1930-1932  |
| Manoel Andrade de Melo Sobrinho  | 1933-1934  |
| Pedro Menezes                    | 1935       |
| Carlos Firpo                     | 1936       |
| Humberto Freire de Andrade       | 1937-1938  |
| Alcebíades Melo Vilas Boas       | 1939-1940  |
| Antonio Vasconcelos              | 1941-1952  |
| Deocleciano Ramos                | 1952-1953  |
| Manoel Moura Filho               | 1954-1955  |
| Itamar Rocha                     | 1956       |
| João Mascarenhas Filho           | 1957-1958  |
| Roberio Garcia                   | 1959-1964  |
| Manoel Cardoso Barreto           | 1965-1966  |
| Américo Alves dos Santos         | 1967-1970  |
| Manoel Cardoso Barreto           | 1971–1972  |
| Américo Alves dos Santos         | 1973–1974  |
| Fernando Matos                   | 1975       |
| José Carlos de Oliveira          | 1976       |
| Curt Vieira                      | 1977       |
| Joseberto Tavares de Vasconcelos | 1979–1980  |
| Manoel Cardoso Barreto           | 1981–1986  |
| Alceuá Gonçalves de Oliveira     | 1987–1989  |
| José Carivaldo de Souza          | 1990– 2015 |
| Milton Dantas de Farias Junior   | 2016-2024  |

### Endereços
- 1969/2018 – Complexo Esportivo Lourival Baptista – Rua Vila Cristina – Bairro São José – Aracaju

## Temporada 2020
Estadual
| Sergipano - Série A1 - América de Pedrinhas - Boca Júnior - Confiança - Dorense - Freipaulistano - Itabaiana - Lagarto - Sergipe | Sergipano - Série A2 - Amadense - Estanciano - Guarany-SE - Olímpico - Socorrense - Força Jovem Aquidabã |

Nacional
| Brasileiro - Série B - Confiança | Brasileiro - Série D - Freipaulistano - Itabaiana | Copa do Brasil - Freipaulistano - Lagarto | Copa do Nordeste - Confiança - Freipaulistano |

## Ranking da CBF

### Ranking de Clubes
Ranking atualizado em 13 de dezembro de 2024
| Pos. | Clube          | Pontos | Brasileirão 2025 |
| ---- | -------------- | ------ | ---------------- |
| 50º  | Confiança      | 2.341  | Série C          |
| 88º  | Sergipe        | 939    | Série D          |
| 107º | Itabaiana      | 628    | Série C          |
| 146º | Falcon         | 304    | Sem Divisão      |
| 150º | Lagarto        | 295    | Série D          |
| 220º | Freipaulistano | 66     | Sem Divisão      |

### Ranking de Federações
| Ano  | Pos. | Pontos |
| ---- | ---- | ------ |
| 2018 | 17º  | 3.599  |
| 2019 | 17º  | 3.864  |
| 2020 | 17º  | 4.128  |
| 2021 | 17º  | 4.662  |
| 2022 | 17º  | 5.036  |
| 2023 | 17º  | 4.897  |
| 2024 | 18º  | 4.716  |
| 2025 | 18º  | 4.573  |

## Lista de Clubes
Abaixo a lista os clubes profissionais associado a Federação Sergipana de Futebol.
- Em "†", estão os clubes licenciados ou extintos.
- Em "( )", estão os clubes licenciados ou extintos que disputaram uma ou mais edições do Sergipão Série A1 e Série A2, em parênteses o ano que atuou pela primeira vez, mas não se concretiza como data de fundação.

## Competições organizadas[5]

### Competições profissionais
Em Negrito as competições já finalizadas.
| Futebol Masculino                          | Futebol Masculino | Futebol Masculino | Futebol Masculino      |
| ------------------------------------------ | ----------------- | ----------------- | ---------------------- |
| Campeonato                                 | Edição Atual      | Última Edição     | Atual campeão          |
| Campeonato Sergipano de Futebol - Série A1 | 2021              | 2021              | Sergipe (36º título)   |
| Campeonato Sergipano de Futebol - Série A2 | 2021              | 2020              | Maruinense (3º título) |
| Copa Governo de Sergipe                    | —                 | 2014              | Amadense (1º título)   |
| Futebol Feminino                           |                   |                   |                        |
| Campeonato                                 | Edição Atual      | Última Edição     | Atual campeão          |
| Campeonato Sergipano de Futebol Feminino   | 2019              | 2018              | Canindé (2º título)    |
| Futebol de Bases                           |                   |                   |                        |
| Campeonato                                 | Edição Atual      | Última Edição     | Atual campeão          |
| Campeonato Sergipano de Juniores           | 2021              | 2021              | Lagarto (1º título)    |
| Campeonato Sergipano Sub 20 - Série A2     | 2021              | 2019              | Socorro (1º título)    |
| Campeonato Sergipano de Futebol Sub-18     | 2019              | 2018              | Sergipe (2º título)    |
| Campeonato Sergipano de Futebol Sub-16     | 2019              | 2018              | Confiança (2º título)  |

### Competições amadoras ou extintas
| Futebol Masculino                           |                      |
| Campeonato                                  | Categorias           |
| Copa Banese                                 | Profissional         |
| Taça Cidade de Aracaju                      | 1º Turno do Estadual |
| Taça Estado de Sergipe                      | 2º Turno do Estadual |
| Campeonato Sergipano do Interior de Futebol | Profissional         |
| Copa Alagipe                                | Profissional         |
| / Copa Serba                                | Profissional         |
| Copa Sergipe                                | Amador               |
| Campeonato Sergipano Amador                 | Amador               |
| Copa Perfil                                 | Amador               |
| Copa do Arroz                               | Amador               |

## Estádios

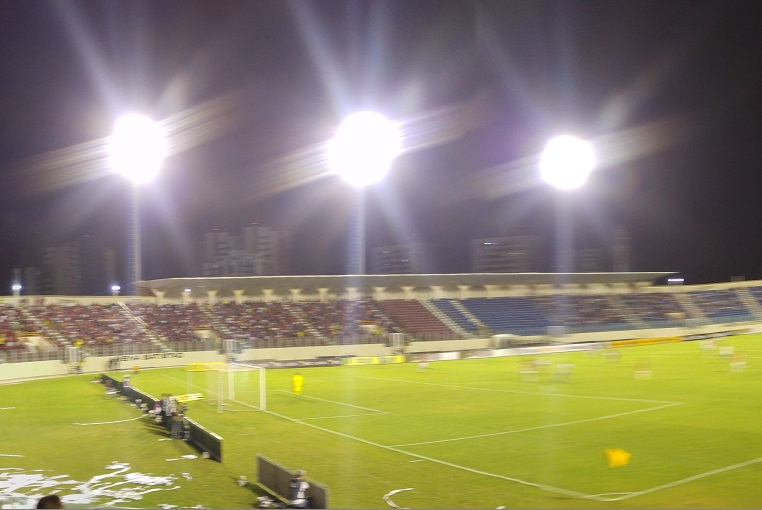
Vista interna da Arena da Batistão

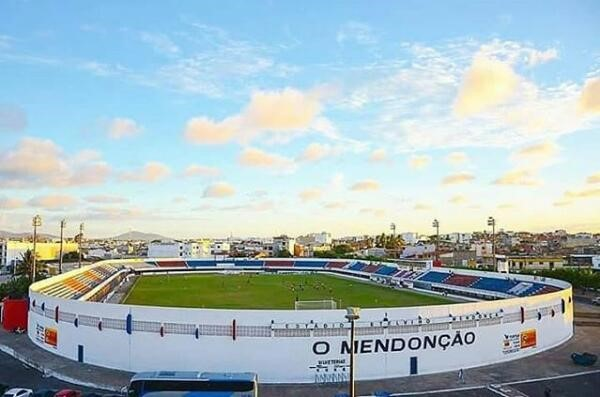
Vista externa do Estádio Mendonção

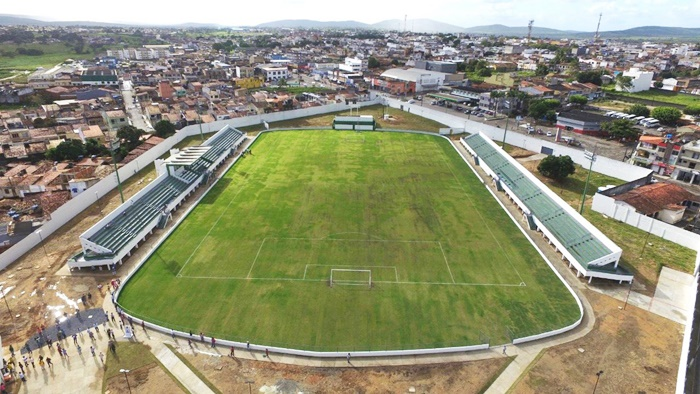
Vista aérea do Estádio Barretão

Esta é uma lista dos estádios de futebol de Sergipe, com um breve resumo de suas informações.
| Localidade               | Estádio                 | Nome popular               | Mandante               | Capacidade |
| ------------------------ | ----------------------- | -------------------------- | ---------------------- | ---------- |
| Aracaju                  | Arena Lourival Baptista | Arena Batistão             | Vários                 | 15.000     |
| Aracaju                  | João Hora               | Mundão do Siqueira         | Sergipe                | 6.000      |
| Aracaju                  | Sabino Ribeiro          | Caverna do Dragão          | Confiança              | 4.000      |
| Aracaju                  | Adolfo Rollemberg       | Estádio Municipal          | Vários                 | 3.000      |
| Aquidabã                 | Manoel Porto            | Estádio Manecão            | Força Jovem Aquidabã   | 2.000      |
| Barra dos Coqueiros      | João Cruz               | Campo da Barra             | Desportiva Barra       | 2.000      |
| Boquim                   | João Trindade           | Estádio Trindadão          | Boquinhense            | 5.000      |
| Canindé de São Francisco | André Avelino           | Estádio Andrezão           | Canindé                | 2.200      |
| Carmópolis               | Fernando França         | —                          | River Plate-SE         | 5.000      |
| Capela                   | Jackson de Carvalho     | —                          | Rio Branco             | 2.000      |
| Cristinápolis            | Geraldo Oliveria        | Estádio Geraldão           | Botafogo-SE            | 2.000      |
| Estância                 | Augusto Franco          | Estádio Francão            | Vários                 | 8.000      |
| Estância                 | Vila Operária           | —                          | Estanciano Santa Cruz  | 4.000      |
| Gararu                   | João Alves (Gararu)     | —                          | SC Gararu              | 4.000      |
| Itabaiana                | Etelvino Mendonça       | Estádio Mendonção          | Coritiba-SE Itabaiana  | 12.000     |
| Itabaianinha             | Tennysson Souza         | Estádio Souzão             | Olímpico               | 2.000      |
| Lagarto                  | Paulo Barreto           | Estádio Barretão           | Lagarto Lagartense     | 8.000      |
| Laranjeiras              | Aníbal Franco           | —                          | Laranjeiras            | 3.000      |
| Macambira                | Francisco de Oliveira   | Estádio Severão            | Macambira              | 1.500      |
| Maruim                   | Carlos Valadares        | Estádio Vavazão            | Maruinense             | 10.235     |
| Maruim                   | Gonçalo Prado           | —                          | Clubes Amadores        | 2.000      |
| Simão Dias               | Albano Franco           | Estádio de Simão Dias      | Independente-SE        | 5.000      |
| Neópolis                 | Vila Passagem           | —                          | Passagem               | 4.000      |
| Neópolis                 | Velho Chico             | —                          | Neópolis               | 2.000      |
| Nossa Senhora das Dores  | Ariston Azevedo         | Caldeirão do Agreste       | Dorense                | 3.000      |
| Nossa Senhora das Dores  | Raul Gomes              | —                          | Flamengo               | 2.000      |
| Nossa Senhora da Glória  | Editon Oliveira         | Caldeirão do Sertão        | Gloriense              | 3.000      |
| Nossa Senhora do Socorro | Wellington Elias        | Estádio Lelezão            | Socorrense             | 3.500      |
| Pedrinhas                | Roberto Silva           | Estádio Robertão           | América de Pedrinhas   | 1.000      |
| Pirambu                  | André Moura             | Beira-Praia                | Pirambu                | 3.000      |
| Porto da Folha           | Caio Feitosa            | —                          | Guarany-SE             | 3.000      |
| Propriá                  | Constantino Tavares     | —                          | Propriá                | 5.000      |
| Propriá                  | Durval Feitosa          | —                          | América de Propriá     | 2.000      |
| Propriá                  | João Alves (Propriá)    | —                          | Vários                 | 8.235      |
| Riachuelo                | Francisco Leite         | Chico Leite                | Riachuelo              | 2.000      |
| Riachão do Dantas        | Roberto Góis            | Estádio Robertão (Riachão) | Curralinhos Riachão    | 2.000      |
| São Cristóvão            | Isaías Gileno Barreto   | Campo do Limão             | São Cristóvão          | 3.000      |
| São Domingos             | Arnaldo Pereira         | Estádio Arnaldão           | São Domingos           | 2.000      |
| Tobias Barreto           | Antônio Brejeiro        | Estádio Brejeirão          | Amadense Sete de Junho | 4.000      |

## Clássicos

### Nível Estadual
| - Clássico do Piauitinga - Clássico da Ribeirinha - Itabaiana x Sergipe ou Clássico da Paz - Derby Sergipano ou Sergipe x Confiança, Clássico Maior - [Sergipe x Cotinguiba ou Clássico Vovô - Itabaiana x Confiança - Amadense x Sete de Junho - Clássico dos Matutos |

### Rivalidade
| - Estanciano x Itabaiana - Sergipe x Lagarto - Itabaiana x Coritiba ou Derby da Serra - Boca Júnior x River Plate - Dorense x Guarany - Dorense x Itabaiana - Maruinense x Itabaiana |

## Lista de Clubes Amadores
Abaixo a lista os clubes profissionais que podem ser possíveis associado a Federação Sergipana de Futebol.